# Мацудаира Нобутада
Мацудаира Нобутада (јап. 松平信忠, 1489-1531) је био јапански даимјо током периода Сенгоку (1467-1600). У историји је углавном запамћен као прадеда Токугава Ијејасуа, првог шогуна династије Токугава (1600-1868).

## Биографија
Као вођа клана Мацудаира, Мацудаира Нобутада је држао замак Анџо у провинцији Микава и често је био у рату са својим суседима. Као мањи великаш из западне Микаве, био је вазал моћнијег клана Имагава, који је владао већим делом провинције Микава, као и источним провинцијама Тотоми и Суруга. Наследио га је син Мацудаира Кијојасу (1511-1536).